# Proechimys chrysaeolus
Proechimys chrysaeolus (голчастий щур Бояка) — вид гризунів родини Голчастих щурів, який зустрічається в східній Колумбії від 100 до 500 м над рівнем моря.

## Поведінка
Цей щур нічний, наземний; веде самотній спосіб життя. Харчується насінням, плодами, грибами і в незначній мірі листям і комахами. Живе у незайманих лісах.

## Загрози та охорона
Гірнича промисловість і сільське господарство призвели до значного збезлісення і втрати місць проживання цього гризуна. 